# Deutsche Botschaft San José
Die Deutsche Botschaft San José ist die diplomatische Vertretung der Bundesrepublik Deutschland in der Republik Costa Rica.

## Lage und Gebäude
Die Kanzlei der Botschaft befindet sich im Stadtteil Sabana Norte im Zentrum der costa-ricanischen Hauptstadt San José. Die Straßenadresse lautet: Edificio „Torre La Sabana“, Calle 60, San José.
Das moderne Bürogebäude Torre La Sabana liegt nur 500 Meter von der Avenida de las Américas und dem Nationalstadion des Landes entfernt. Die Botschaft Japans und das Konsulat Finnlands sind ebenfalls hier untergebracht. Die deutsche Botschaft belegt das 8. Stockwerk.
Die Residenz des Botschafters ist ein repräsentatives Haus am Rande der Stadt.

## Auftrag und Organisation
Die Botschaft San José hat den Auftrag, die deutsch-costa-ricanischen Beziehungen zu pflegen, die deutschen Interessen gegenüber der Regierung von Costa Rica zu vertreten und die Bundesregierung über Entwicklungen in Costa Rica zu unterrichten.
Der Leiter der Vertretung ist zugleich Beobachter bei dem Interamerikanischen Institut für Agrarwissenschaften (IICA), das seinen Sitz in San José hat.
In der Botschaft bestehen die Arbeitsbereiche Politik, Wirtschaft sowie Kultur und Bildung.
Das Referat für Rechts- und Konsularaufgaben der Botschaft bietet deutschen Staatsangehörigen konsularische Dienstleistungen und Hilfe in Notfällen an. Der konsularische Amtsbezirk der Botschaft umfasst ganz Costa Rica. Die Visastelle erteilt Einreisegenehmigungen für in Costa Rica wohnhafte Bürger dritter Staaten. Costa-ricanische Staatsangehörige benötigen kein Visum für einen Aufenthalt von bis zu 90 Tagen (ohne Aufnahme einer Erwerbstätigkeit) im Schengen-Raum.

## Geschichte
Die Bundesrepublik Deutschland richtete am 7. Oktober 1952 eine Gesandtschaft in San José ein, die am 11. Januar 1957 in eine Botschaft umgewandelt wurde.
Die DDR und Costa Rica nahmen am 9. Januar 1973 diplomatische Beziehungen auf. Die Botschafter der DDR in Mexiko-Stadt waren in Costa Rica nebenakkreditiert. Die Beziehungen endeten im Jahr 1990 mit dem Beitritt der DDR zur Bundesrepublik Deutschland.